# Победа (стадион, Стаханов)
«Победа» — стадион, расположенный в городе Кадиевка, Луганской области, вместимостью 7200 зрителей. Ранее на стадионе выступал футбольный клуб «Стаханов». В настоящее время на стадионе проводят свои матчи любительские команды «Стаханов» и «Виктория», а также дублирующий состав футбольного клуба «Сталь» (Алчевск).
Ежегодно на стадионе проводится любительский теннисный турнир в мужском одиночном разряде.